# Gabriel Gonzalez
Gabriel Gonzalez (ur. 24 lipca 1973) – australijski piłkarz urugwajskiego pochodzenia, występujący na pozycji pomocnika.

## Życiorys
Na początku seniorskiej kariery grał w klubach NSWSL: Wollongong United i Mount Druitt Town. W sezonie 1996/1997 występował w Wawelu Kraków, rozgrywając 24 mecze w II lidze. Następnie wrócił do Australii. W latach 1998–2000 był zawodnikiem Canberra Cosmos FC. W NSL zadebiutował 17 stycznia 1999 roku w zremisowanym 1:1 spotkaniu z Gippsland Falcons. W barwach Canberra Cosmos wystąpił w 33 meczach najwyższej ligi australijskiej, zdobywając dwa gole. W 2002 roku grał w Hajduku Wanderers.

## Statystyki ligowe
| Sezon     | Klub              | Liga    | Mecze | Gole |
| --------- | ----------------- | ------- | ----- | ---- |
| 1993      | Wollongong United | NSWSL   | 14    | 3    |
| 1994      | Mount Druitt Town | NSWSL   | 4     | 0    |
| 1996/1997 | Wawel Kraków      | II liga | 24    | 2    |
| 1998/1999 | Canberra Cosmos   | NSL     | 14    | 0    |
| 1999/2000 | Canberra Cosmos   | NSL     | 19    | 2    |
| 2002      | Hajduk Wanderers  | NSWWSL  | 25    | 3    |